# Фантанеле (Фантанеле)
Фантанеле (рум. Fântânele) насеље је у Румунији у округу Сучава у општини Фантанеле. Oпштина се налази на надморској висини од 240 m.

## Становништво
Према подацима из 2002. године у насељу је живело 1136 становника, од којих су сви румунске националности.